# Javier Pascual Llorente
Javier Pascual Llorente, né le 30 mars 1971 à Alfaro, est un ancien coureur cycliste espagnol.

## Biographie
Après avoir été stagiaire chez Banesto  entre 1992 et 1994, Javier Pascual Llorente commence sa carrière professionnelle en 1995 dans l'équipe Porcelana Santa Clara. 
En 1999, il rejoint l'équipe Kelme-Costa Blanca. Il participe à son premier Tour de France, qu'il abandonne dès la troisième étape en raison d'une chute qui le blesse au poignet.
En 2003, il réalise un début de saison exceptionnel en remportant le Tour d'Andalousie puis le Tour de Murcie. Il s'impose sur le contre-la-montre de ce dernier, battant notamment Lance Armstrong. Quelques mois plus tard, il fait l'objet d'un contrôle antidopage positif à l'EPO sur le Tour de France. En novembre, la fédération espagnole prononce à son encontre une suspension de 18 mois.
Il fait son retour à la compétition en 2005 avec Comunidad Valenciana, et met un terme à sa carrière à la fin de la saison.

## Palmarès

### Palmarès amateur
- 1987
  -  Champion d'Espagne sur route cadets
- 1989
  - 2e et 3ea (contre-la-montre par équipes) de la Vuelta al Besaya
  - 3e de la Vuelta al Besaya
- 1991
  - 2e de la Santikutz Klasika
- 1992
  - 3e du Tour de Zamora
- 1993
  - San Gregorio Saria
- 1994
  - Tour de Tolède
  - 2e de Bayonne-Pampelune

### Palmarès professionnel
| - 1999 - 2e étape du Tour de Murcie - 2e étape du Tour de Colombie - 2e du Tour de Murcie - 2000 - 1re étape du Tour de la Communauté valencienne - 2e du Tour de Murcie - 2001 - 1reb (contre-la-montre) et 5e étapes du Tour de Castille-et-León - 2e du Tour de Murcie - 10e de la Classique de Saint-Sébastien | - 2003 - Tour de Murcie : - Classement général - 2e et 5e (contre-la-montre) étapes - Tour d'Andalousie : - Classement général - 3e étape - 3e du Tour de la Communauté valencienne |

## Résultats sur les grands tours

### Tour de France
4 participations
- 1999 : abandon (3e étape)
- 2000 : 31e
- 2001 : 58e
- 2003 : 27e

### Tour d'Espagne
2 participations
- 1996 : 69e
- 1998 : 38e

## Classements mondiaux
| Année           | 2005 |
| --------------- | ---- |
| UCI Europe Tour | 519e |